# Лінда Ваґенмакерс
Лінда Ваґенмакерс (30 листопада 1975, Арнем) — нідерландська акторка та співачка.
Ваґенмакерс стала відома широкій публіці завдяки ролі Кім у голландській версії мюзиклу «Міс Сайґон».
У 2000 році представляла Нідерланди на пісенному конкурсі Євробачення в Стокгольмі. Вона зайняла 13 місце зі своєю піснею "No Goodbyes".

## Вебпосилання
- Офіційний сайт (англ.)
- Linda Wagenmakers  Internet
- Нідерланди: Лінда Ваґенмакерс на eurovision.de
- Лінда Ваґенмакерс на сайті Discogs (англ.)